# Narangille
Solanum quitoense
 (décembre 2017).
Si vous disposez d'ouvrages ou d'articles de référence ou si vous connaissez des sites web de qualité traitant du thème abordé ici, merci de compléter l'article en donnant les références utiles à sa vérifiabilité et en les liant à la section « Notes et références ».
Espèce
La narangille, Ecuador's naranjille (anglais), ou Lulo (espagnol) est le fruit de la Morelle de Quito, de son nom scientifique Solanum quitoense Lamarck.
C'est un fruit rond, de couleur orange lumineux quand il est entièrement mûr. La plante qui le produit appartient à la famille botanique des Solanacées, genre Solanum.
Pressé, ce fruit produit un jus verdâtre et acide ; c'est souvent ainsi qu'il est consommé.
Sa pulpe sert également à faire des confitures et des pâtisseries.

## Origine et habitat
Ce fruit possède de nombreux noms locaux, notamment dans les pays andins à composante climatique tropicale où il pousse spontanément, entre 1 200 et 2 100 mètres d'altitude, dans les sous-bois frais et ombragés (cf. es:Solanum quitoense) :
- en Équateur c'est la naranjilla de Quito, ou le nuqui ;
- au Pérou, c'est la naranjilla de Quito ;
- les Incas l'ont appelé lulum ;
- au Mexique, on le nomme lulun ;
- en Colombie, on l'appelle lulo.

## Culture et reproduction
La plante, qui pousse naturellement en sous-bois tempéré, est également cultivée, sous différentes variétés, dans les régions de la cordillère orientale des Andes, principalement en Équateur et en Colombie (Valle del Cauca), ainsi qu'au Costa Rica.
La plante se reproduit très facilement à partir de ses graines. Elle croît rapidement et fructifie au bout de 10 à 12 mois. Sa hauteur peut atteindre 1,5 à 2,5 mètres.
La plante se ramifie depuis sa base. Ses feuilles sont de grande taille ; elles peuvent atteindre 30 à 45 centimètres de long. Elles sont de forme ovale, oblongues, à bord ondulé, avec un pétiole de 15 centimètres de long.

## Valeur nutritive
Selon des analyses des fruits frais réalisées en Colombie et en Équateur, la valeur nutritive pour 100 g de la partie comestible est la suivante :
- Kilocalories 23
- Eau 85,8 - 92,5 g
- Protéines 0,107 - 0,6 g
- Glucides 5,7 g
- Lipides 0,1 - 0,24 g
- Fibres 0,3 - 4,6 g
- Cendre 0,61 - 0,8 g
- Calcium 5,9 - 12,4 mg
- Phosphore 12,0 - 43,7 mg
- Fer 0,34 - 0,64 mg
- Carotène 0,071 - 0,232 mg (600 I.U.)
- Thiamine 0,04 - 0,094 mg
- Riboflavine 0,03 - 0,047 mg
- Niacine 1,19 - 1,76 mg
- Acide ascorbique 31,2 - 83,7 mg

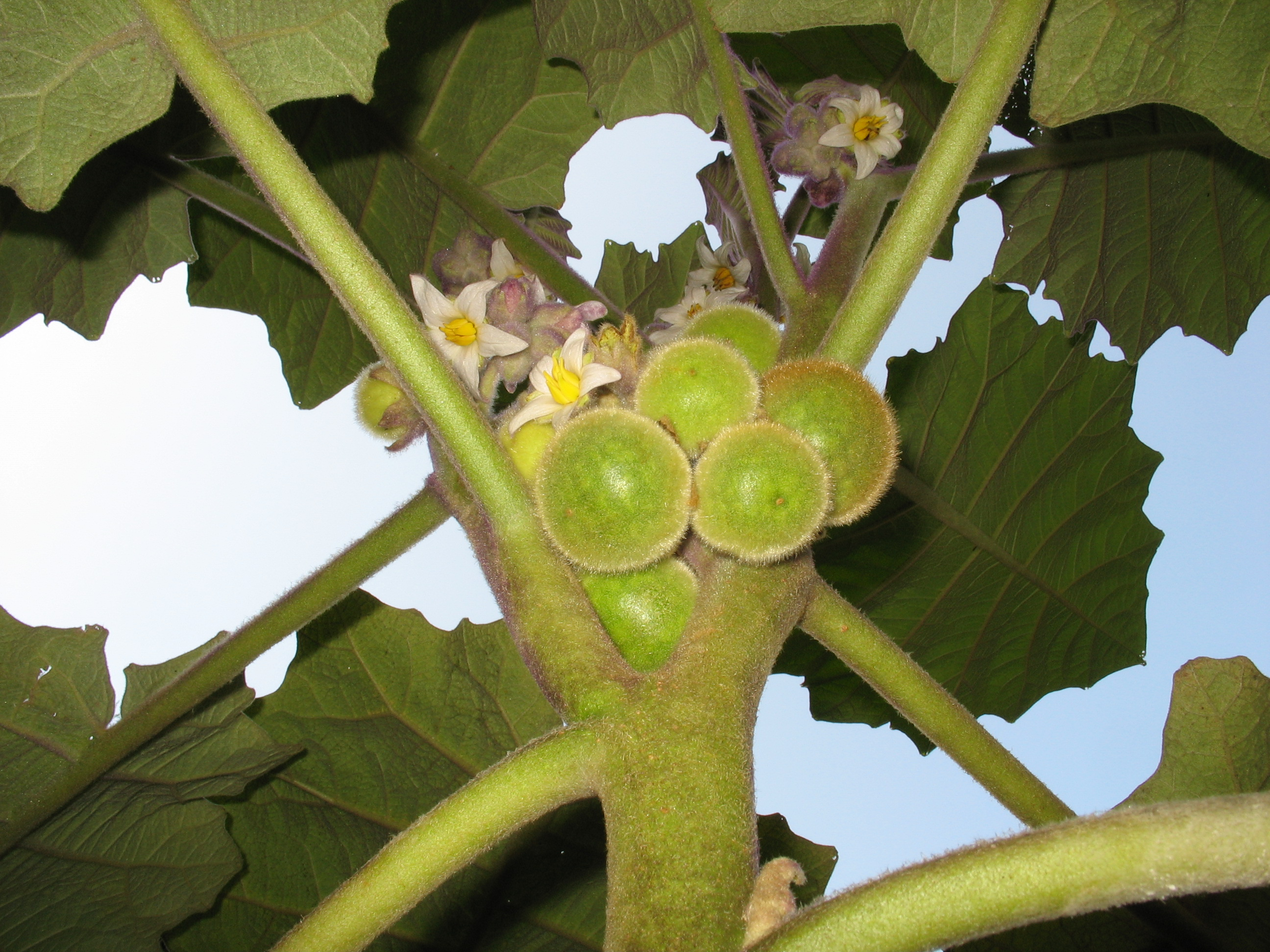
Jeunes fruits.
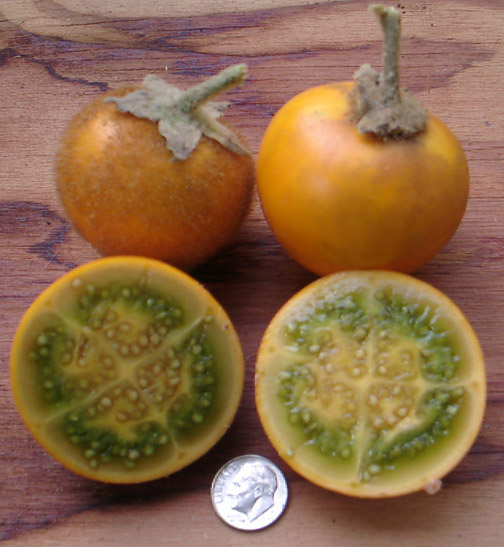
Fruits.
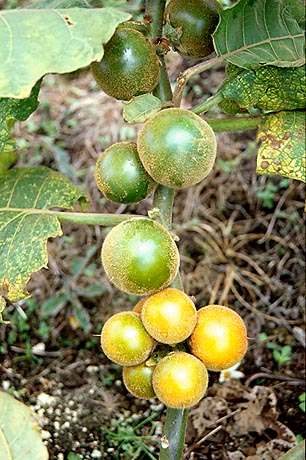
Fruits sur la plante.
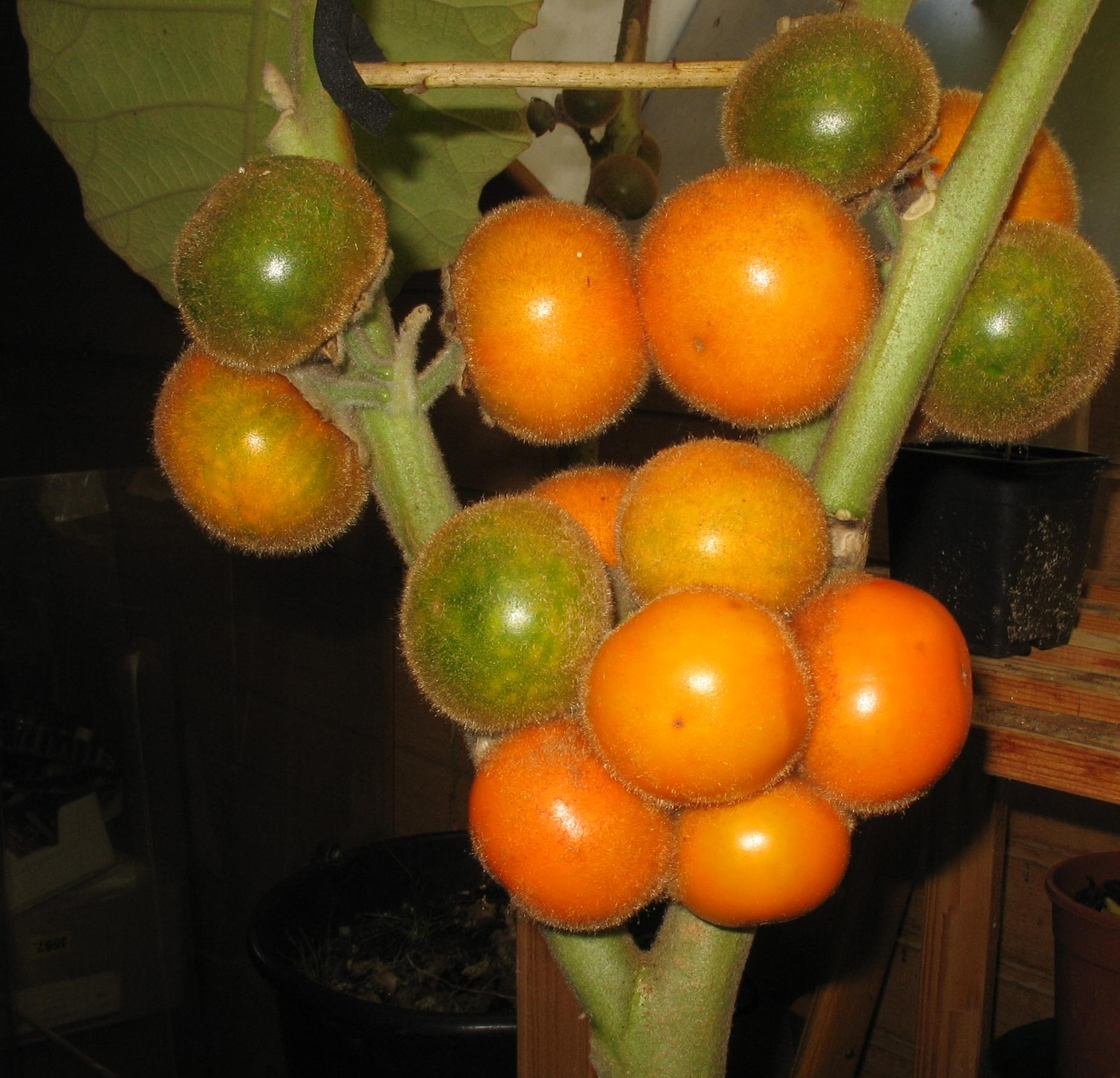
Fruits sur la plante.
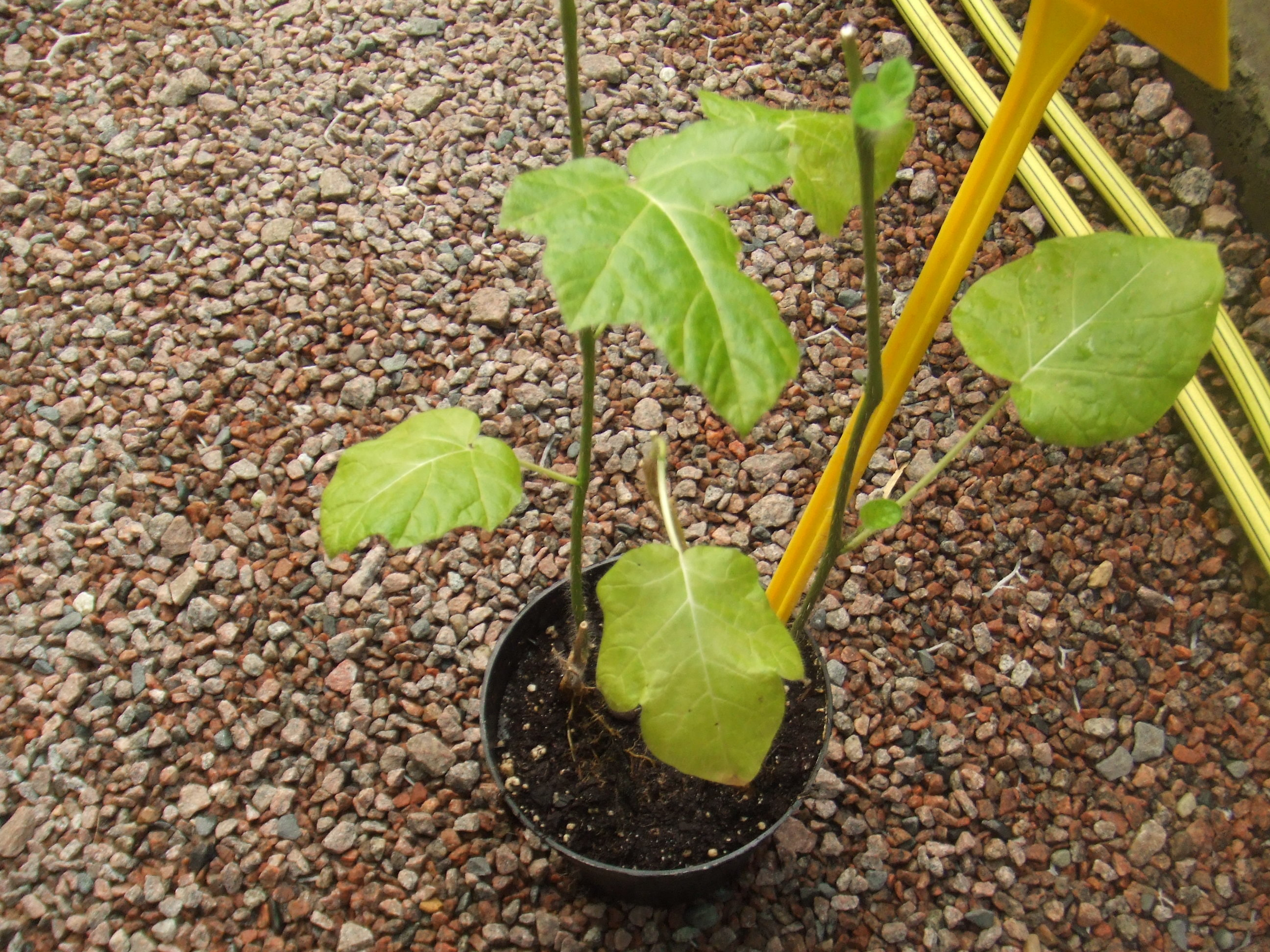
Jeune plante.
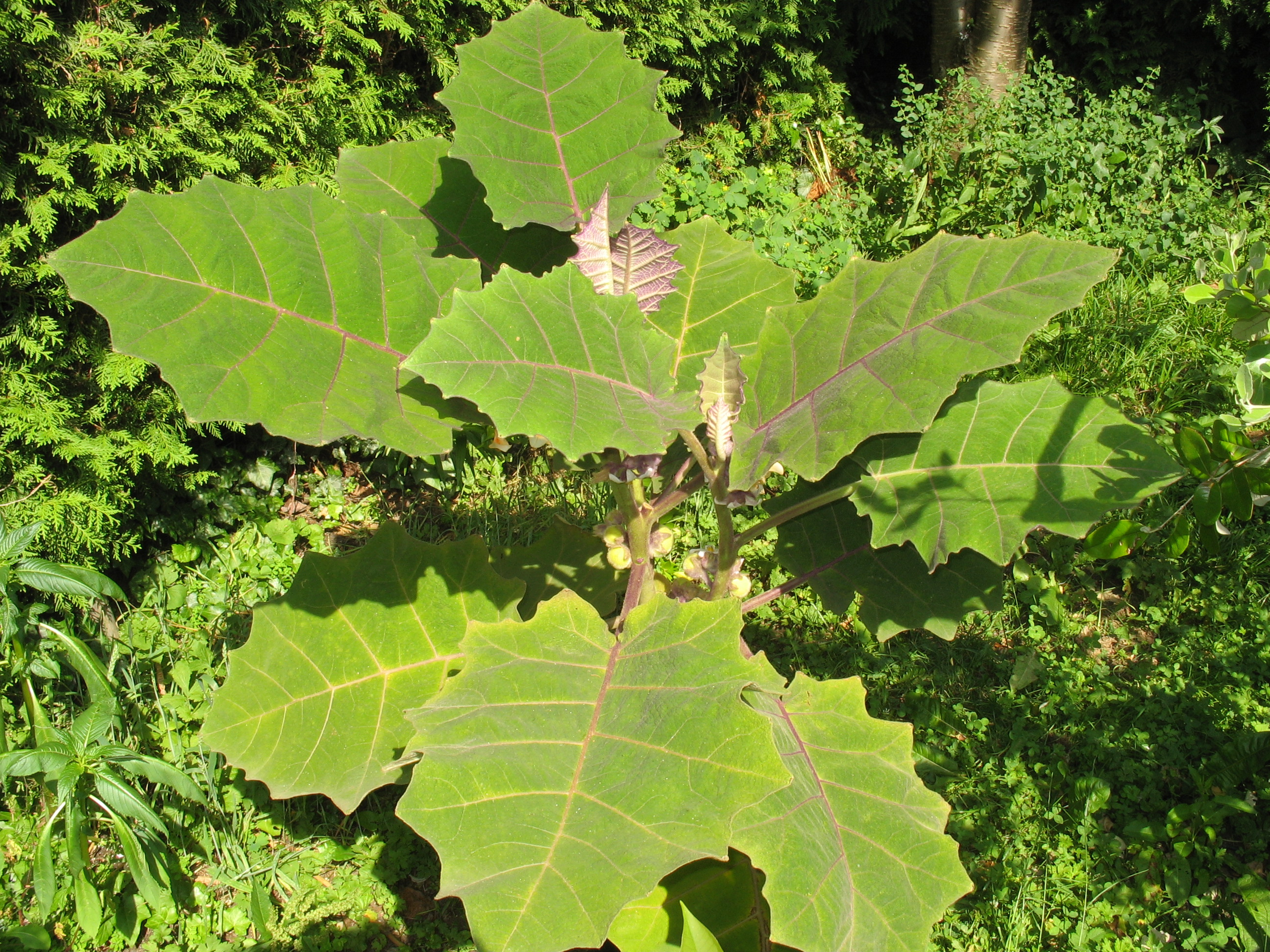
Feuilles.
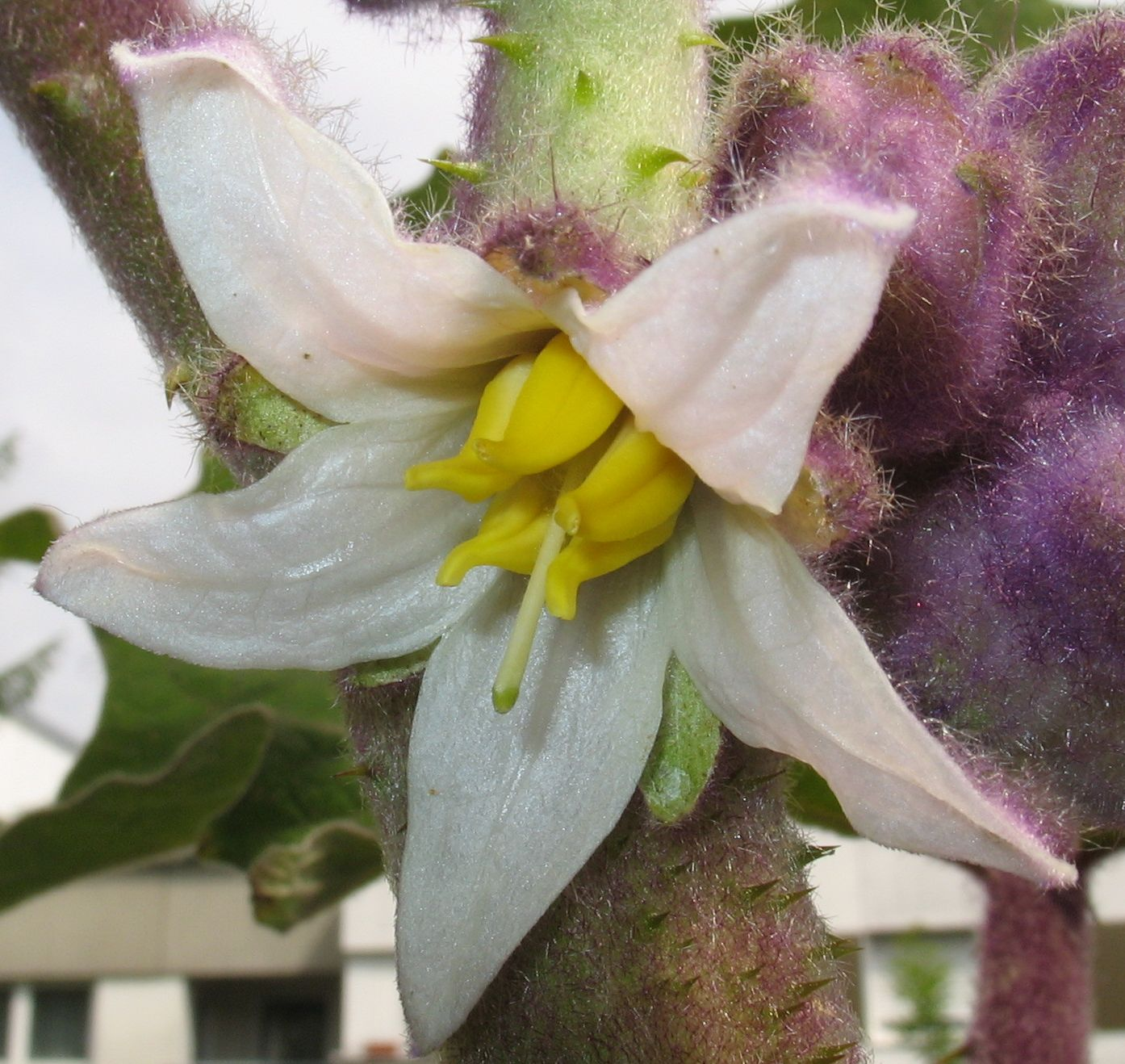
Fleurs.